# Prasville
Prasville là một xã trong tỉnh Eure-et-Loir, thuộc vùng hành chính Centre-Val de Loire của nước Pháp, có dân số là 294 người (thời điểm 1999).